# Jessica Baldachino
Jessica Louise Baldachino (Gibilterra, 10 agosto 1987) è una modella gibilterriana, eletta Miss Gibilterra nel 2012.

## Biografia
Jessica Louise Baldachino è una insegnante di Gibilterra e modella che ha rappresentato Gibilterra come Miss Gibilterra in Miss Mondo 2012 a Ordos, Mongolia, Cina il 18 agosto 2012.
Baldachino ha partecipato anche nel 49º concorso di Miss Gibilterra, dove ha vinto il titolo di "prima principessa".